# Oegopsida
Oegopsida is een orde van de Decapodiformes in de klasse van inktvissen (Cephalopoda). Sommige taxonomen classificeren de orde tot het niveau van een onderorde, en dan staat deze bekend als Oegopsina.

## Families
- Ancistrocheiridae Pfeffer, 1912
- Architeuthidae Pfeffer, 1900
- Batoteuthidae Young & Roper, 1968
- Brachioteuthidae Pfeffer, 1908
- Chiroteuthidae Gray, 1849
- Cranchiidae Prosch, 1847
- Cycloteuthidae Naef, 1923
- Enoploteuthidae Pfeffer, 1900
- Gonatidae Hoyle, 1886
- Histioteuthidae Verrill, 1881
- Joubiniteuthidae Naef, 1922
- Lepidoteuthidae Pfeffer, 1912
- Lycoteuthidae Pfeffer, 1908
- Magnapinnidae Vecchione & Young, 1998
- Mastigoteuthidae Verrill, 1881
- Neoteuthidae Naef, 1921
- Octopoteuthidae Berry, 1912
- Ommastrephidae Steenstrup, 1857
- Onychoteuthidae Gray, 1847
- Pholidoteuthidae Adam, 1950
- Promachoteuthidae Naef, 1912
- Psychroteuthidae Thiele, 1920
- Pyroteuthidae Pfeffer, 1912
- Thysanoteuthidae Keferstein, 1866

### Synoniemen
- Bathothaumatidae Grimpe, 1922 => Cranchiidae Prosch, 1847
- Desmoteuthidae Verrill, 1881 => Cranchiidae Prosch, 1847
- Grimalditeuthidae Pfeffer, 1900 => Chiroteuthidae Gray, 1849
- Loligopsidae Gray, 1849 => Cranchiidae Prosch, 1847
- Ommatostrephidae Steenstrup, 1857 => Ommastrephidae Steenstrup, 1857
- Walvisteuthidae Nesis & Nikitina, 1986 => Onychoteuthidae Gray, 1847